# Festival de Viña del Mar 1982
Le Festival de Viña del Mar 1982 est la 23e édition annuelle du Festival international de la chanson de Viña del Mar.

## Développement
Artistes participants
- Raphael
- The Police
- Raúl Vale
- Franco Simone
- Salvatore Adamo
- Raffaella Carrà
- Pecos
- Pujillay
- Cristóbal
- Buddy Richard
- Fernando Ubiergo
- Óscar Andrade
- Miguel Bosé

## Concours

### Jury
- Claude Caravelli
- Vicky Carr
- Don Costa
- Amanda Lear
- Maitén Montenegro
- Lindsay Wagner
- Iva Zanicchi

### Concours folklorique
| Pays  | Titre       | Interprète    | Auteur         | Composieur | Position  |
| ----- | ----------- | ------------- | -------------- | ---------- | --------- |
| Chili | La tejedora | Pedro Messone | Sandra Ramírez |            | 1re place |

### Concours international
| Pays       | Titre                        | Interprète        | Auteur                        | Composieur                    | Position  |
| ---------- | ---------------------------- | ----------------- | ----------------------------- | ----------------------------- | --------- |
| Chili      | Ausencias                    | Juan Carlos Duque | Juan Carlos Duque             | Juan Carlos Duque             | 1re place |
| Brésil     | Dime amor                    | Dudu França       | Morris Albert et José Eduardo | Morris Albert et José Eduardo | 2e place  |
| États-Unis | Más fácil será amar otra vez | Rowena Cortés     | Stephen et Allen Davis        | Stephen et Allen Davis        | 3e place  |

### Sources
- (es) Cet article est partiellement ou en totalité issu de l’article de Wikipédia en espagnol intitulé « XXIII Festival Internacional de la Canción de Viña del Mar » (voir la liste des auteurs).